# Södermannen
John Thure Charles Walentin Svahlstedt, senare John Walentin Hadarson, av allmänheten och i media kallad Södermannen, Hagamannen eller Fönstermannen, född 2 maj 1947 i Sankt Görans församling i Stockholm, död 15 februari 2025 i Skutskär i Älvkarleby distrikt, Uppsala län,[källa behövs] var en svensk serievåldtäktsman på Södermalm i Stockholm och Haga i Göteborg under 1970- och 1980-talen.

## Händelserna
Knivbeväpnad och maskerad våldtog en man kvinnor i stadsdelen Haga i Göteborg mellan 1971 och 1973. När Svahlstedt greps erkände han sammanlagt tretton våldtäkter och dömdes till fyra års fängelse för 26 överfall. Han fick då namnet "Hagamannen". Efter fängelsetiden flyttade han till Stockholm.
Sommaren 1982 var Svahlstedt åter brottsaktiv på Södermalm i Stockholm. Hans metod var att på natten klättra in igenom öppna fönster i kvinnors hem och han fick snart namnet "Södermannen". År 1983 greps han och dömdes, 35 år gammal, till rättspsykiatrisk vård, varefter han vårdades vid Karsuddens sjukhus. Han erkände aldrig, men dömdes för sex fall av våldtäkt, två försök till våldtäkt, frihetskränkande otukt, olaga intrång och ofredande. Samma år rymde han utomlands och efterlystes av Interpol. Två år senare greps han på Arlanda. 1987 skrevs han ut från Karsuddens sjukhus.
År 2013 dömdes Svahlstedt för våldtäkt mot barn och köp av sexuell handling av barn efter att under två års tid våldtagit en ung flicka. Domen blev fyra års fängelse. Han släpptes ur fängelset i september 2015.